# Australien–Amerikanska Samoa 31–0
Den 11 april 2001 spelade Australien och Amerikanska Samoa mot varandra i en kvalmatch för fotbolls-VM 2002. Matchen spelades på International Sports Stadium i Coffs Harbour, New South Wales, Australien. Det slutade med att Australien satte världsrekord för den största segermarginalen för en landslagsmatch, då man vann matchen med 31–0. Australiens Archie Thompson slog rekord i matchen för flest gjorda mål av en spelare i en landslagsmatch, då han stod för 13 av målen.
Resultatet av matchen ledde till debatt om utformningen av kvalspelet, Australiens förbundskapten Frank Farina och anfallaren Archie Thompson kände att det skulle finnas inledande rundor i kvalspelet för att undvika såpass ojämna matcher, en åsikt Fifa delade. Eventuellt ledde det till att en inledande omgång infördes till kvalspelet 2006. Den ojämna nivån av motståndare i Oceanien var en av anledningarna till att Australien lämnade OFC och gick med i AFC 2006.

## Bakgrund
Första gången lag från Oceanien deltog i kvalspel till VM var 1966, då man hade ett gemensamt kvalspel med Asien och Afrika, i efterföljande kvalspel fortsatte man ha ett gemensamt kvalspel med Asien. Först 1986 fick Oceanien ett eget kvalspel, där endast fyra lag var med. Vid kvalspelet 2002 deltog tio lag, uppdelade i två grupper med vardera fem lag, där lagen i respektive grupp mötte varandra en gång. Gruppvinnarna gick vidare till final, finalen som spelades som ett dubbelmöte (hemma och borta), där vinnaren av finalen fick spela ett interkontinentalt playoff (även det hemma och borta) mot det femte bästa laget från Sydamerika om en plats i VM 2002. Australien och Amerikanska Samoa placerades i grupp 1 tillsammans med Fiji, Samoa och Tonga.
Australien, tillsammans med Nya Zeeland erkändes som de starkaste lagen i Oceanien. De var då de enda lagen som vunnit det oceaniska mästerskapet och kvalificerat sig för VM, Australien 1974 och Nya Zeeland 1982. Amerikanska Samoa var ett av de svagaste lagen i världen, man hade förlorade alla sina officiella landslagsmatcher sen man gick med i Fifa 1998, före matchen var Australien rankat 75:a medan Amerikanska Samoa var rankat 203:a, då sämst av alla Fifa-medlemmar.
Två dagar före matchen hade Australien besegrat Tonga med 22–0, redan där hade man satt nytt världsrekord för den största segermarginalen i en landslagsmatch, det tidigare rekordet var från 2000, där Kuwait hade besegrat Bhutan med 20–0. Amerikanska Samoa hade förlorat sina två föregående matcher i kvalspelet, med 0–13 till Fiji respektive 0–8 till Samoa.

## Matchsummering
Australien ställde upp med ett reservbetonat lag, då många av de ordinarie spelarna villade eller utelämnades från laget. Amerikanska Samoa hade problem med passen, bara en av deras ordinarie tjugomannatrupp, målvakten Nicky Salapu, var berättigad att spela. Amerikanska Samoa var även oförmögna att hämta spelare från sitt U20-landslag, då de flesta höll på att ta examen. Man lyckades till slut ställa upp med ett fullt lag, inkluderat tre 15-åringar, laget hade en snittålder på 18 år. Enligt lagchefen och vicepresidenten Tony Langkilde, hade vissa av spelarna aldrig spelat 90 minuter före matchen mot Australien.
Det stora numret av antal mål skapade förvirring av resultatet, även på resultattavlan på stadion. När matchen blåstes av, visade resultattavlan 32–0 och Archie Thompson hade gjorde 14 mål. Efter att statistikern gjorde en omräkning, meddelades det att slutresultatet var 31–0 och Thompson hade gjorde 13 mål. Efter matchen släppte Fifa den officiella statistiken som kom från domare och matchfunktionärer, där resultatet fastställdes till 31–0 och att Thompson hade gjorde 13 av målen.

### Matchen
|  | 11 april 2001 19:00 UTC+10 | International Sports Stadium000 Coffs Harbour, New South Wales000 |

| Australien | Australien | 31 – 00          | Amerikanska Samoa | Amerikanska Samoa |
| Australien | Con Boutsianis 10′, 50′, 84′ Archie Thompson 12′, 23′, 27′, 29′, 32′ 37′, 42′, 45′, 56′, 60′ 65′, 85′, 88′ David Zdrilic 13′, 21′, 25′, 33′, 58′, 66′, 78′, 89′ Aurelio Vidmar 14′, 80′ Tony Popovic 17′, 19′ Simon Colosimo 51′, 81′ Fausto De Amicis 55′ | (16 – 0) Rapport |                   | Amerikanska Samoa |
|            | |                  |                   |                   |

| Startelva:      |    |                  |  |     |
|                 |    |                  |  |     |
| MV              | 1  | Michael Petkovic |  |     |
| F               | 2  | Kevin Muscat     |  |     |
| F               | 3  | Craig Moore      |  |     |
| F               | 4  | Tony Popovic     |  | 45′ |
| F               | 5  | Tony Vidmar      |  | 45′ |
| MF              | 7  | Aurelio Vidmar   |  |     |
| A               | 11 | David Zdrilic    |  |     |
| MF              | 12 | Steve Horvat     |  |     |
| MF              | 13 | Con Boutsianis   |  |     |
| MF              | 14 | Simon Colosimo   |  |     |
| A               | 20 | Archie Thompson  |  |     |
| Inhoppare:      |    |                  |  |     |
| F               | 15 | Fausto De Amicis |  | 45′ |
| F               | 17 | Scott Miller     |  | 45′ |
|                 |    |                  |  |     |
|                 |    |                  |  |     |
|                 |    |                  |  |     |
|                 |    |                  |  |     |
|                 |    |                  |  |     |
|                 |    |                  |  |     |
|                 |    |                  |  |     |
|                 |    |                  |  |     |
|                 |    |                  |  |     |
|                 |    |                  |  |     |
|                 |    |                  |  |     |
| Förbundskapten: |    |                  |  |     |
| Frank Farina    |    |                  |  |     |

| Startelva:      |    |                 |  |     |
|                 |    |                 |  |     |
| MV              | 1  | Nicky Salapu    |  |     |
| F               | 4  | Lisi Leututu    |  | 50′ |
| F               | 5  | Soe Falimaua    |  |     |
| F               | 7  | Lavalu Fatu     |  |     |
| F               | 8  | Sulifou Faaloua |  |     |
| F               | 9  | Travis Sinapati |  |     |
| MF              | 13 | Sam Mulipola    |  |     |
| MF              | 15 | Pati Feagiai    |  |     |
| A               | 16 | Ben Falaniko    |  | 84′ |
| MV              | 18 | Tiaoali Savea   |  |     |
| MF              | 20 | Im-Min Young    |  |     |
| Inhoppare:      |    |                 |  |     |
| A               | 17 | Darrell Ioane   |  | 84′ |
| MF              | 19 | Richard Mariko  |  | 50′ |
|                 |    |                 |  |     |
|                 |    |                 |  |     |
|                 |    |                 |  |     |
|                 |    |                 |  |     |
|                 |    |                 |  |     |
|                 |    |                 |  |     |
|                 |    |                 |  |     |
|                 |    |                 |  |     |
|                 |    |                 |  |     |
|                 |    |                 |  |     |
|                 |    |                 |  |     |
| Förbundskapten: |    |                 |  |     |
| Tunoa Lui       |    |                 |  |     |

| Domare: Ronan Leaustic (Tahiti) Ass. domare: David Sau (Salomonöarna) Michel Angot (Tahiti) Fjärdedomare: Derek Rugg (Nya Zeeland) | Publik: 3 000 |  |